# Liardetia boninensis
Liardetia boninensis é uma espécie de gastrópode  da família Euconulidae.
É endémica do Japão.